# Гайд, Павел
Павел Гайд (полное имя Павел Иванович Гайденко; род. 18 августа 1962, Ростов-на-Дону, РСФСР) — советский и российский музыкант, автор и исполнитель, видеоблогер, организатор музыкальных событий.

## Начало пути
Родился 18 августа 1962 года в Ростов-на-Дону. Отец, Иван Семёнович Гайденко — лепщик-скульптор, проработал всю жизнь в строительном управлении. Мать, Маргарита Ильинична Гайденко — банковский работник, большую часть своего времени посвятила воспитанию детей. В семье любили слушать радио и пластинки. Ещё в младших классах под сильным впечатлением от песен The Beatles и более поздних рок-групп, насыщенных гитарными рифами и соло-партиями, Павел освоил гитару. В старших классах начал писать песни и, вместе со школьными друзьями, собрал свой первый ансамбль «Лунный свет». Коллектив был неоднократным победителем городских музыкальных конкурсов.
В 1979 году Павел окончил школу и поступил на архитектурный факультет Ростовского инженерно-строительного института. При выборе профессии он опирался на художественные навыки, полученные от отца, который писал картины и репродукции.
В студенческие годы играл при институте в ансамбле «Эксперимент», участвовал в создании рок-оперы «Летучий Голландец».
В 1984 году начал играть в музыкальном коллективе ростовского мебельного комбината, куда, после окончания института, устроился работать художником-оформителем. Там Павел познакомился с коллегами: дизайнерами и художниками — очень творческими и интеллигентными людьми, которые прекрасно разбирались в литературе, живописи и кинематографе. Знакомство с ними окончательно укрепило желание Павла заниматься искусством.
В 1985 году, во времена перестройки, Павел переехал на постоянное место жительства в Восточную Германию, город Росток. Начал работать архитектором, затем дизайнером. В свободное время занимался музыкой, стал вокалистом группы PSF69.

## Музыкальная деятельность
После объединения Германии в 1990 году Павел переехал в Берлин, где начал активную музыкальную карьеру. Здесь сформировался его основной музыкальный стиль — авторская песня с нотками лирического рока.
В 1995 году записал свой первый альбом «Русская Душа» на студии Sun shine music под руководством Andy Raab и при поддержке музыкального коллектива «Распутин». Помимо своих авторских песен Павел исполнил известные русские баллады и романсы: Сон Степана Разина, Мороз-мороз, Цыган идет, Очи черные.
В 1996 и 1997 годах в свет вышли ещё два авторских студийных альбома «Тридцать лет и три года» и «Во власти сна». Последний, записанный при помощи гитариста Олега Павленко и руководителя вокально-инструментального ансамбля «Фестиваль» — Олега Шеременко, становится более «электронным», по сравнению с предыдущими альбомами.
В 1999 году Павел выступил на разогреве группы Аквариум в Берлине, при этом являлся соорганизатором тура по Германии.
Павел вёл активную концертную деятельность в Германии и России. Давал свои концерты, выступал на творческих вечерах ЦДРИ, в клубе бардовской песни «Гнездо Глухаря», на Грушинском фестивале  и многих других.
В 2015 году Павел Гайд выпустил альбом — «Лучшее за двадцать лет», в который наряду с лучшими песнями прошлых лет вошли новые: «Интерпесенка» и «Что будет весной?».

## Организаторская деятельность
Павел справлялся не только с артистической деятельностью, но и сопутствующей ей — организаторской.
Что-то было в этом от советского Самиздата… Все делал сам: сочинял, собирал музыкантов, финансировал запись, оформлял и издавал диски. Да и организацией выступлений приходилось заниматься тоже самому.Павел Гайд
После множества своих концертов, организованных самостоятельно, Павел начал работать организатором концертов известных российских исполнителей в Германии: Олега Митяева , Юрия Кукина, Александра Мирзаяна, Елены Фроловой, Леонида Сергеева, братьев Мищуков.
В 2000-х Павел Гайд стал мультимедийным продюсером и открыл в центре Берлина музыкальный салон «Гайда». Место служило своеобразным мостом между русской и немецкой музыкальными культурами. На открытии выступала Инна Желанная со своей группой Farlanders.
В 2016 году Павел создал программу «Рустальгия — Русские легенды», в которой легендарные советские и русские песни звучали на немецком и русском языках. К проекту были привлечены известные музыканты и коллективы: Jacob Kiersch (Alphaville), Sonny Thet (Bayon) , Johannes Pistor (Berluc), Manne Hennig (City), Tino Eisbrenner (Jessica), Alejandro Soto (Lacoste) и Константин Назаров.
Самое яркое выступление этой программы состоялось перед многотысячной публикой на Германо-Российском фестивале в Берлине.
В этом же году помимо организации выступлений известных исполнителей, Павел создал проект Band Contest и Russian Song Contest, в котором могли поучаствовать молодые исполнители.

## Видеоканал
С 2018 года Павел на видеоканале Pavel Gaid ведёт авторскую программу «Музыкальный поСРЕДник», в которой исполняет песни под гитару, рассказывает об искусстве, делает влоги из разных городов, берёт интервью у творческих людей и общается с аудиторией. Выпуски выходят каждую среду в 20:00 по московскому времени.
Павел Гайд продолжает вести концертную деятельность, выступает сольно и со своей группой «Павел Гайд & Band», а также работает над новым студийным альбомом.